# Have a good time?
Have a good time?（ハブアグッタイム）は、日本の舞台作品。劇団プレステージの作品。愛称は「ハグティー」。

## 概要
当該劇団の上演作品の中で最も多い、3度の公演機会を持つ。概要は下の通り。
「Have a good time?」（2012年8月17日 - 9月2日、千本桜ホール）

第4回本公演。脚本・演出：福島カツシゲ。

「Have a good time?（再演）」（2015年8月8日 - 9日、森ノ宮ピロティホール / 8月12日 - 23日、紀伊国屋サザンシアター）

第10回本公演。原作：福島カツシゲ、脚本・演出：ほさかよう（空想組曲）。

「Have a good time?（再々演）」（2022年3月2日 - 7日、シアター・アルファ東京）

第17回本公演。脚本：福島カツシゲ、演出：IKKAN。

## あらすじ
下春日部健康ランドで、今日何度目かわからないステージを終えた「東京オードル」。五人組のアイドルとしてデビューしてから幾年月、売れる芽がないとわかるたびに改名して再デビューさせられ、それでもここまで踏ん張ってきた。今度こそ潮時か……と諦めかけた時、今までと同じように、事務所の社長・柴田が勢いよく現れる。思いつきなのか計算なのかわからないアイデアで、いつも東京オードルを振り回してきた柴田。今度は、韓国に渡航して、韓流アイドルになりきって逆輸入を狙うと息巻く。いつも通り、なんとなく口車に乗せられて飛行機に乗る一同。気がつくと……五人は、人体改造と言って良いくらいの手術を受け、全くの別人になっていた！！

## 登場人物
光男

東京オードルのメンバー。妻子持ち。

三郎

東京オードルの最年長。肩が痛い。

信也

東京オードルのメンバー。バイトリーダー。

秀三

東京オードルのメンバー。

康治

東京オードルのメンバー。いつもポジティブ。

ライト

韓流アイドル「リバース」のメンバー。

サム

リバースの最年少。

シン

リバースのメンバー。

シュウ

リバースのメンバー。

コウ

リバースのメンバー。

柴田

五人の、社長であり、マネージャーであり、家族

木村

下春日部健康ランドのスタッフ

カホちん

信也の追っかけ。

マネージャー

柴田が連れてきた、リバースのマネージャー

秀三の母

東京オードルのステージを、いつも見に来る。

## キャスト
以下の記述はネタバレを含みます。
| キャラクター名 | 初演(2012年)                         | 再演(2015年)               | 再々演(2022年)                         |
| -------------- | ------------------------------------ | -------------------------- | -------------------------------------- |
| 光男／ライト   | 今井隆文 ／ 結城洋平                 | 今井隆文 ／ 猪塚健太       | 加藤潤一 ／ 山本裕典                   |
| 三郎／サム     | 向野章太郎 ／ 平埜生成               | 向野章太郎 ／ 太田将熙     | 向野章太郎 ／ 神里優希                 |
| 信也／シン     | 高橋秀行 ／ 猪塚健太                 | 大村学 ／ 平埜生成         | 坂田直貴 ／ 須賀京介                   |
| 秀三／シュウ   | 髙頭祐樹 ／ 園田玲欧奈               | 坂田直貴 ／ 風間由次郎     | 髙頭祐樹 ／ 岩田玲                     |
| 康治／コウ     | 加藤潤一 ／ 風間由次郎               | 長尾卓也 ／ 株元英彰       | 長尾卓也 ／ 株元英彰                   |
| 柴田           | 大村学                               | 高橋秀行(現：秀光)         | 高橋秀行(現：秀光)                     |
| 木村           | 坂田直貴                             | 原田新平                   | 福島カツシゲ                           |
| カホちん       | 株元英彰                             | 春日由輝                   | 森ノたまみ                             |
| マネージャー   | －                                   | 城築創(現：きづき)         | 大村学                                 |
| 秀三の母       | －                                   | 髙頭祐樹                   | 髙頭祐樹                               |
| ファン、取材陣 | 岩田玲、春日由輝、小池惟紀、原田新平 | 石原壮馬、岩田玲、小池惟紀 | 今江言多、遠藤丈也、奥秋賢将、津下陽介 |

## スタッフ
| 役職                 | 初演(2012年) | 再演(2015年) | 再々演(2022年) |
| -------------------- | ------------ | ------------ | --- |
| 脚本                 | 福島カツシゲ | 福島カツシゲ | 福島カツシゲ |
| 演出                 | 福島カツシゲ | ほさかよう   | IKKAN |
| 音楽                 | -            | -            | タナカアキヒサ |
| 照明                 | -            | -            | 仲光和樹 |
| 音響                 | -            | -            | 松木優佳 |
| 振付                 | -            | -            | shootshimada(スーパー島田ブラザーズ) |
| 振付助手             | 風間由次郎   | 風間由次郎   | MINAMI |
| スタイリスト         | -            | -            | 加藤由紀子 |
| 舞台監督・美術       | -            | -            | 佐上優 |
| 演出助手             | -            | -            | 岩田玲 |
| 制作                 | -            | -            | 黒田能靖、坂上美泉 |
| 映像編集・構成       | -            | -            | 友安美琴 |
| パンフレットデザイン | -            | -            | 伊藤陽佑(gekichap) |
| 写真                 | -            | -            | 富田大樹(gekichap) |
| 写真アシスタント     | -            | -            | 佐々木昌美(gekichap) |
| ヘアメイク           | -            | -            | カマタミサキ、小川さつき、NOB |
| 劇中映像             | -            | -            | 坂田直貴 |
| 宣伝美術             | -            | -            | 高頭祐樹 |
| キャスティング協力   | -            | -            | 栁川由起子(共同テレビ) |
| 衣裳協力             | -            | -            | 原宿 VILLAGE、MinoriTY |
| プロデューサー       | -            | -            | 原田知明 |
| 協力                 | -            | -            | オフィス怪人社、ワイツー、ウィルビー・インターナショナル、サムデイ、ビーエムアイ、アポロベイ、オレガ、White Dream、TWIN PLANET、BMS、株式会社KとS、大正大学 |
| Special Thanks       | -            | -            | 大崎聖二、曽我部愛、岡村有里、堀江美卯、小森格、井口淳 |
| 企画製作             | -            | -            | 劇団プレステージ、株式会社Don-crew |

## 劇中歌
- 「CRAZY」

作詞：D-チェガン
作曲：大崎聖二
- 「仮面晩餐会」

作詞：小峯裕之
作曲：大崎聖二
- 「グッバイ無関心」

作詞：福島カツシゲ
作曲：大崎聖二
- 「Have a good time?」

作詞：福島カツシゲ
編曲：大崎聖二
作曲：LEE YONG HWAN
（初演、再演でアレンジが異なる）
- 「Aim Higher」

作詞：IKKAN
作曲：タナカアキヒサ